# Joseph Heinrich Garnier
Joseph Heinrich Garnier (* 13. Juli 1802 in Rastatt; † um 1855) war ein deutscher Journalist und Publizist des Vormärz.

## Leben

### Studienjahre und Pariser Zeit
Der Gastwirtssohn schrieb sich 1818 als Mathematikstudent an der Universität Heidelberg ein. Der weitere Studienverlauf ist unklar, doch scheint er nach verschiedenen Quellen philologische und juristische Vorlesungen besucht zu haben und legte 1822 in Rastatt das Staatsexamen für das Lehramt ab. Eine staatliche Anstellung erhielt er nicht. Er arbeitete als Sprachlehrer in Freiburg und ging Ende 1828 nach Paris. Von 1830 bis 1832 unterhielt Garnier eine umfangreiche Korrespondenz mit Karl von Rotteck und schrieb für die seit 1830 in Stuttgart von Rotteck herausgegebenen Allgemeinen Politischen Annalen, neue Folge und den Freiburger Freisinnigen. Für die Pariser Zeitung Le Globe berichtete Garnier über die politischen Zustände in Deutschland. Über die Julirevolution von 1830 äußerte er sich gegenüber Rotteck: „Paris war buchstäblich drei Tage ohne irgendeine Obrigkeit, und Kerls in Lumpen bewachten die Schätze; jeder Lumpenkerl von Paris ist hunderttausendmal besser als ein ---, und ich werde es mir sehr zur Ehre schätzen, wenn man mich hierfür zum Pöbel rechnet.“
Von seinem Heidelberger Studienfreund Joseph Savoye wurde er im Februar 1832 zum Beitritt in den Deutschen Vaterlandsverein zur Unterstützung der freien Presse bewegt, der Pariser Filiale des Deutschen Preß- und Vaterlandsvereins. Garnier unterhielt zu diesem Zeitpunkt bereits eine regelmäßige Korrespondenz mit der von Johann Georg August Wirth herausgegebenen liberal – demokratischen Zeitung Deutsche Tribüne. Zum provisorischen, zehnköpfigen Ausschuss des Vereins zählten neben Garnier auch der Handlungsgehilfe Hermann Wolfrum, sowie Ludwig Börne und Heinrich Heine. Garnier sah sich als Republikaner: „Wir brauchen keine Könige, durch unseren Muth werden wir die Franzosen wieder aufwecken, die uns beistehen werden! Wir wollen Gleichheit, und die Deutschen sollen keine Sklaven mehr seyn.“ Nach der Umbenennung des Pressvereins in den Deutschen Volksverein gehörte Garnier zusammen mit Wolfrum zum Führungskomitee.
Heinrich Heine, der auf Distanz zu den deutschen Revolutionären in Paris gegangen war, äußerte sich mehrfach über Garniers „Medisance“ (franz. üble Nachrede), den „rüstigsten Umtriebler“, der „alle demagogischen Talente im höchsten Grade besaß. Ein Mensch von vielem Geiste, auch vielen Kenntnissen und großer Beredsamkeit. Aber ein Intrigant.“ Er gestand ihm zu, „in den Stürmen einer deutschen Revolution hätte Garnier gewiss eine Rolle gespielt; da aber das Stück nicht aufgeführt wurde, ging es ihm schlecht.“ Heine hielt Garnier für einen treuen Anhänger von Ludwig Börne und so überrascht dessen Charakteristik Garniers: „Gewöhnlicher Mensch und Kopf. Mag ein mauvais sujet sein. […] Wird von allen seinen Bekannten für einen Verräter gehalten. Wolfrum, sein Vertrauter, der von allen seinen Umtrieben wußte und sie z.T. leitete erklärte ihn selbst dafür.“ Für Börnes Biografin Inge Rippmann scheint seine ablehnende Haltung gegenüber autoritär geführten Geheimbünden das vernichtende Urteil mitbestimmt zu haben. Garnier hatte nämlich innerhalb des Deutschen Volksvereins mit acht Handwerksgesellen im Frühjahr 1833 einen Geheimbund namens Sühnungsbund gegründet, der den organisatorischen Vorschlägen von Giuseppe Mazzini entsprach, aber auch Verbindungen zur Charbonnerie und zu La Fayette besaß. Aus dem Sühnungsbund sollte später der Bund der Geächteten hervorgehen.
Der republikanische Publizist und Schriftsteller Friedrich Seybold kontrastierte in seinen Erinnerungen aus Paris. Im Jahre 1831 einen mit antijüdischen Klischees bedachten Korrespondenten der Augsburger Allgemeine Zeitung mit einem „christlichen deutschen Liberalen“, der ebenfalls korrespondiere „und im Englischen, Deutschen und Französischen Unterricht“ gebe. Mit ihm war Garnier gemeint, denn er hatte 1831 mit Seybold am Montmartre in einer gemeinsamen Wohnung gelebt. Seybold veröffentlichte 1834, nur wenige Monate nach Garnier, anonym eine ähnlich folgenreiche Kaspar-Hauser-Schrift mit dem Titel Kaspar Hauser oder der Findling. Romantisch dargestellt von xxx.

### Garniers Kaspar-Hauser-Pamphlet
Garnier reiste nach Deutschland, um politische Kontakte zu vertiefen, und wurde am 5. April 1833 in Karlsruhe verhaftet, zwei Tage nach dem sogenannten Frankfurter Wachensturm. Das badische Hofgericht in Rastatt sprach ihn frei, die Bundeszentralbehörde in Frankfurt setzte jedoch eine Sistierung des Urteils durch und so wurde er weiter festgehalten. Seine monatelange Isolierung, während der den nächsten Angehörigen weder ein Verhaftungsgrund angegeben, noch das Recht ihn zu sprechen gewährt wurde, führte in der Zweiten Kammer zu einer Grundsatzdebatte um die persönliche Freiheit des Bürgers und um die Trennung von Judikative und Exekutive, nachdem Karl von Rotteck eine Petition der Mutter Garniers vor der Kammer vorgetragen hatte. Er ist im Schwarzen Buch der Frankfurter Bundeszentralbehörde (Eintrag Nr. 489) festgehalten.
Trotz des noch laufenden Gerichtsverfahrens wurde Garnier unter Auflagen aus der Haft entlassen, setzte sich im Oktober 1833 nach Frankreich ab und bekam von den dortigen Behörden Wissembourg im Elsass als Aufenthaltsort zugewiesen, denn nach Paris durfte er nicht zurück. Im März 1834 veröffentlichte er in Straßburg „Einige Beiträge zur Geschichte Caspar Hausers, nebst einer dramaturgischen Einführung.“ Das Pamphlet war von dem Buchdrucker G. L. Schuler angenommen worden, der viele Texte deutscher Flüchtlinge druckte. Der Vertrieb aller bei Schuler verlegten Schriften wurde im September 1834 in Deutschland verboten. In seiner Broschüre griff Garnier namentlich Personen der badischen Ministerialbürokratie an, u. a. den für das Schulwesen zuständigen Geheimrat Johann Evangelist Engesser (1778–1867), der Garniers staatliche Anstellung als Lehrer abgelehnt hatte. Zudem brachte er den badischen Diplomaten Johann Heinrich David von Hennenhofer mit dem Tod von Kaspar Hauser in Verbindung, den man gerüchteweise für einen badischen Thronfolger hielt. Die angebliche Verwicklung Hennenhofers in den spekulativen Prinzenmythos, vielfach kolportiert und phantasievoll ausgeschmückt, hatte in Garniers Pamphlet seinen Ausgangspunkt.
In englischer Übersetzung, nahezu komplett und von einem ausführlichen Brief Garniers an den Herausgeber begleitet, wurde die Broschüre 1847 in dem von William Howitt herausgegebenen Journal of Literature and Popular Progress erneut veröffentlicht und von dem amerikanischen The Eclectic Magazine noch im selben Jahr übernommen. In seinem Brief bittet Garnier um Howitts Zusammenarbeit bei der Herausgabe eines neuen Kaspar-Hauser-Buches, das alles enthalten solle, „that is known until now to the public, and also to me.“ Garnier gibt sich überzeugt, dass die badische Großherzogin Stephanie Kaspar Hausers Mutter sei und spinnt weitere verschwörungstheoretische Vermutungen, in die er auch Amschel Mayer von Rothschild, einen nichtgenannten badischen Botschafter und den zeitgenössischen Skandal um den jüdischen Bankier Moritz von Haber mit einbezieht. Das Buch ist nie erschienen, doch das handschriftliche Originalkonzept, von Garnier gesammelte und kommentierte Dokumente (darunter Briefe von Ernst Dieffenbach) befinden sich im Nachlass Georg Feins, der im Staatsarchiv Wolfenbüttel aufbewahrt wird.

### London
Garnier ließ sich 1834 in London nieder, wo er mit mäßigem Erfolg als Publizist, Journalist und Übersetzer arbeitete. Er initiierte einen Deutschen Leseverein und gab im Sommer 1834 die nur vier Ausgaben umfassende Zeitschrift Deutsches Leben, Kunst und Poesie heraus, in der er in der ersten Nummer Heinrich Heines Buch der Lieder rezensierte und in der zweiten Nummer vom 5. September wiederum die Kaspar-Hauser-Frage kommentierte. Außerdem schrieb er 1835 das Vorwort zum Gedichtband Die Möwe von Harro Harring und veröffentlichte anonym Der Berliner Congress von 1838. Ein Fragment. Bis zum Bruch mit der Redaktion im Jahre 1843 lieferte Garnier von England aus Korrespondenzberichte für die Augsburger Allgemeine Zeitung.
Als im Frühjahr 1837 exilierte Anhänger des Geheimbunds Junges Deutschland zusammen mit in London ansässigen deutschen Handlungsgehilfen und Handwerkern den Verein zu gegenseitiger Unterstützung und Belehrung gründeten, sicherten Garniers gesellschaftliche Kontakte die finanzielle Existenz der Vereinigung. Da der Unterstützungsverein jedoch rasch unter die Kontrolle der Jungdeutschen geriet, rief Garnier als deren Gegner die sogenannte Deutsche Gesellschaft ins Leben. Nach Meinung des Historikers Wolfgang Schieder, der sich auf eine 1852 von Garnier in Freiburger Untersuchungshaft abgefassten Schrift zur Geschichte der Arbeitervereine bezieht, soll sie die bedeutendere gewesen sein, zumal der ältere Unterstützungsverein mit der hohen Fluktuation seiner jungdeutschen Führungspersönlichkeiten zu kämpfen hatte. Der aus Frankreich kommende Karl Schapper trat Garniers Deutscher Gesellschaft bei, gründete jedoch mit politisch gleichgesinnten Mitgliedern 1840 die Deutsche Bildungsgesellschaft für Arbeiter. Wie Schapper, aber auch Georg Fein, Karl August Varnhagen von Ense und andere mehr wird Garnier als Autor für die 1845 bis 1851 erschienene Deutsche Londoner Zeitung geführt.
In London unterhielt Garnier Kontakte zu John Stuart Mill, Thomas Carlyle, Henry Cole und William Howitt. Im tea table salon von Jane Welsh Carlyle traf er seine gleichfalls exilierten Freunde aus der Pariser Zeit wieder, darunter Giuseppe Mazzini und Godefroy Cavaignac. Sie alle beobachteten bei Garnier eine in Schüben auftretende geistige Verwirrtheit bis hin zum Verfolgungswahn. In Stichworten umriss Thomas Carlyle seine Kurzbiografie Garniers:

„Garnier kam aus Baden, ein exilierter Revolutionär, randvoll mit rebellischer Verwirrung der üblichen Art, mit ihren üblichen Konsequenzen; ein schwarzäugiger, großer, kräftig aussehender Berg von einem Mann; sein Gesicht ganz von Narben zerschnitten (durch Duelle während seiner Studentenzeit), doch von eindrucksvoller Offenheit, Ehrlichkeit, Scharfsinn und Gutmütigkeit: seinem schmutzigen Äußeren verlieh er heroische Würde: kaum einer hier sah sich der Erfahrung von Armut und Elend derart ausgesetzt oder ertrug sie mit mehr Stolz. Er hatte eine handfeste Gelehrsamkeit, ziemlich viel loses Wissen; schrieb von Zeit zu Zeit, und wäre er von moderater Gemütsverfassung gewesen, hätte er immer schreiben können […] Armer Kerl! Er war zum Ende hin zusehends, mitunter ziemlich verrückt.“

### Die letzten Jahre
Unter ungeklärten Umständen kehrte Garnier Ende der 1840er-Jahre nach Deutschland zurück, wahrscheinlich aber unter dem Eindruck der Revolution von 1848. So veröffentlichte er 1848 bei Hanemann in Rastatt die Schrift Soll Deutschland österreichisch oder Oesterreich deutsch werden? Einige publicistische Abhandlungen. Erschienen ist nur der erste Band, Wer soll deutscher Kaiser werden? Ende 1851 wurde er offenbar auf preußische Veranlassung hin verhaftet und fünf Monate lang in Freiburg festgehalten. Hintergrund dürften die im September 1851 durch den Pariser Polizeipräfekten Carlier in Abstimmung mit preußischen Polizeibeamten veranlassten Festnahmen von über 200 Ausländern gewesen sein, darunter auch Mitglieder der Pariser Gemeinden des Bundes der Kommunisten von August Wittlich und Karl Schapper. Auf behördliches Verlangen gab Garnier nämlich nicht nur schriftlich Auskunft über seinen Lebensweg und die Umstände der Entstehung seines Kaspar-Hauser-Pamphlets, sondern er verfasste auf Geheiß auch eine Geschichte der Arbeitervereine. Als Rechtfertigungsschrift, worauf Schieder hinwies, mit großer Vorsicht zu lesen. Zusätzlich muss die problematische geistige Verfassung Garniers berücksichtigt werden. Nach seiner Entlassung verliert sich jede Spur. Das in der Literatur verbreitete Todesjahr 1855 bezieht sich auf die Angabe in der Untersuchungsakte, die im Generallandesarchiv Karlsruhe ruht.

## Werke
- Einige Beiträge zur Geschichte Caspar Hausers nebst einer dramaturgischen Einleitung. Schuler, (Straßburg) 1834. Digitalisat MDZ Reader
- Vorwort. In: Harro Harring: Die Möve. Deutsche Gedichte. 1835 Digitalisat der Ausgabe von 1840
- Der Berliner Congreß von 1838. Ein Fragment. London 1838.Digitalisat MDZ Reader
- Soll Deutschland österreichisch oder Oesterreich deutsch werden? Einige publicistische Abhandlungen. I. Wer soll deutscher Kaiser werden? W. Haneman, Rastatt 1848. Digitalisat MDZ Reader